# توماس جيرارد غالاغير
توماس جيرارد غالاغير (بالإنجليزية: Thomas Gerard Gallagher)‏ هو مؤرخ بريطاني، ولد في 1954 في غلاسكو في المملكة المتحدة.